# Valentino Libaak
Valentino Gabriel Libaak (Villa Mercedes, Argentina, 9 de agosto de 2005), más conocido como Tino Libaak, es un jugador profesional de pádel argentino. Juega en la posición de drive junto a Fernando Belasteguín en el circuito de Premier Padel. 
En 2022, con sólo 16 años, debutó en el circuito de Premier Padel logrando una victoria en el torneo de Mendoza, junto a Álex Chozas. Más tarde ese año haría su debut en el circuito de World Padel Tour, logrando una sorpresiva victoria en el torneo de Buenos Aires ante Javier Ruiz y Pablo Lijó.
En 2023 se afincó en Barcelona como parte de la academia de Nox Pádel y junto a Augsburger lograron meterse rápidamente en los cuadros principales. En el segundo torneo del año se convirtió en el jugador más joven en la historia en alcanzar una final del circuito más grande del pádel mundial con sólo 17 años, 7 meses y 2 días en el La Rioja Open. En el mismo torneo se convirtió en el jugador más joven de la historia en alcanzar una instancia de cuartos de final y de semifinales, y junto a Augsburger (de 18 años) en los primeros en alcanzar una final tras recibir una invitación especial (wild card). Junto a Augsburger, alcanzaron una instancia más de cuartos de final en Asunción y luego separaron sus caminos por unos meses. Entre abril y julio, compartió pista con Miguel Lamperti primero y luego con Marc Quilez. A fines de julio volvió a juntarse con Augsburger, con quien logró meterse nuevamente en cuartos de final en Dusseldorf y alcanzar su segunda final en el torneo de México. En dicho torneo lograron derrotar a la pareja Nº2 del mundo, Martín Di Nenno y Franco Stupaczuk.
En 2024 arrancó el circuito Premier Padel junto a Leo Augsburger teniendo que jugar las previas de los torneos, debido a que ambos arrancaron el año por debajo del puesto 100, a pesar de haber terminado 2023 entre los 25 mejores jugadores de World Padel Tour. Lograron sus primeros cuartos de final en el torneo de Puerto Cabello

## Palmarés

### World Padel Tour

#### Finalista
| N.º | Fecha                   | Torneo        | Tipo de pista | Pareja         | Oponentes                   | Resultado |
| 1   | 12 de marzo de 2023     | La Rioja Open | Indoor        | Leo Augsburger | Arturo Coello Agustín Tapia | 1-6 / 0-6 |
| 2   | 26 de noviembre de 2023 | Mexico Open   | Indoor        | Leo Augsburger | Arturo Coello Agustín Tapia | 4-6 / 2-6 |